# 705 هـ
705 هـ هي سنة في التقويم الهجري امتدت مقابلةً في التقويم الميلادي بين سنتي 1305 و1306.

## أحداث
- مملكة غرناطة تحرض وتدعم شيخ مشيخة الغزاة القائد عثمان بن أبي العلاء على التمرد على سلطان المغرب المريني والسيطرة على سبتة.[بحاجة لمصدر]

## مواليد
- عبد الله بن محمد النشاروي، عالم حديث.

## وفيات
- سديد الدين الكاشغري